# Sofia Ledarp
Sofia Marianne Papadimitriou Ledarp conosciuta come Sofia Ledarp (Stoccolma, 8 aprile 1974) è un'attrice svedese.

## Biografia
Figlia di un immigrato greco, si diploma all'Accademia di Arte Drammatica nel 2000. In quell'anno trova lavoro presso il Teatro Reale Drammatico, e l'anno successivo debutta come attrice televisiva. Nel 2006 interpreta il suo primo ruolo cinematografico.

## Vita privata
Sposata, ha due figli, uno avuto da una precedente relazione.

## Filmografia
- Den man älskar, regia di Åke Sandgren (2007)
- Uomini che odiano le donne (Män som hatar kvinnor), regia di Niels Arden Oplev (2009)
- La ragazza che giocava con il fuoco (Flickan som lekte med elden), regia di Daniel Alfredson (2009)
- La regina dei castelli di carta (Luftslottet som sprängdes), regia di Daniel Alfredson (2009)

## Doppiatori italiani
Nelle versioni in italiano dei suoi film, Sofia Ledarp è stata doppiata da:
- Chiara Gioncardi in La regina dei castelli di carta

## Riconoscimenti
- Guldbagge
  - 2008 - Miglior attrice per Den man älskar